# BBC Radio Humberside
BBC Radio Humberside – brytyjska stacja radiowa, należąca do publicznego nadawcy radiowo-telewizyjnego BBC i pełniąca w jego sieci rolę stacji lokalnej dla hrabstwa ceremonialnego East Riding of Yorkshire, a także północnej części hrabstwa Lincolnshire. Została uruchomiona 25 lutego 1971. Dostępna jest w analogowym i cyfrowym przekazie naziemnym oraz w Internecie.
Siedzibą stacji jest ośrodek BBC w Kingston upon Hull. Poza produkowanym tam audycjami własnymi, stacja emituje również programy siostrzanych stacji BBC z Sheffield, Lincoln i Leeds, jak również nocne pasmo ogólnokrajowego BBC Radio 5 Live.